# Уваравичи
Уваравичи (блр. Уваравічы; рус. Уваровичи) су насељено место са административним статусом варошице (городской посёлок) у југоисточном делу Републике Белорусије. Административно припадају Буда-Кашаљовском рејону Гомељске области.

## Географија
Насеље се налази на 21 км јужно од града Буда Кашаљова који је административни центар рејона и на око 8 км од железничке станице Вуза на линији Жлобин—Гомељ. Град Гомељ налази се 25 км источније.
Нешто јужније од насеља протиче река Вуза (десна притока Сожа).

## Историја
По неким археолошким подацима насеље је основано 1483, а године 1566. помиње се као село у Речичком повјату Минског војводства Литваније.
Године 1926. постаје саставни део Белоруске ССР, а статус варошице има од 1938. године. Једно време, од 1926. до 1962. био је центар истоименог рејона. 

## Становништво
Према подацима пописа из 2009. у вароши је живело 2.583 становника.